# Lepidium cuneiforme
Lepidium cuneiforme là một loài thực vật có hoa trong họ Cải. Loài này được C.Y. Wu mô tả khoa học đầu tiên năm 1972.